# Charente
Charente là một tỉnh của Pháp, thuộc vùng hành chính Nouvelle-Aquitaine, tỉnh lỵ Angoulême, bao gồm 3 quận với các quận lỵ còn lại là: Cognac, Confolens.